# سمير عبد الرضا
سمير عبد الرضا حارس مرمى عراقي سابق بكرة القدم، لعب للمنتخب العراقي الأول مباريات محدودة، تألق في صفوف نادي صلاح الدين العراقي في الثمانينات، وحاز معه على لقب بطولة الدوري العراقي بكرة القدم، وكان سمير من بين أفضل حراس المرمى العراقيين في ثمانينات القرن الماضي.[بحاجة لمصدر]